# Православна російська церква
Православна російська церква (рос. Православная российская церковь) — період в історії Православної церкви Московського патріархату з 1721 по 1922 рік та офіційна назва, що використовували в офіційних церковних документах для визначення православної церкви в Московській державі[джерело?], Російській імперії та в СРСР.

## Історія ПРЦ
Свою історію ПРЦ виводила від хрещення Русі у 10 ст. Проте існування цієї Церкви починається після нападу монголів на Київ 1240, коли загинув київський митрополит Іосиф, а 1299 київський митрополит Максим переніс свою резиденцію (церковно-слов'янською — «сидалище») ближче до володарів Золотої Орди, до Володимира над Клязьмою, в ці часи засновується Сарайська єпархія, навертаються до православ'я ординські князі та знать. Наступні митрополити перебували у Москві, що стала центром збору дані в ординському улусі. Разом із зміцненням Московії, її митрополити намагалися позбутися залежності від Константинопольського патріарха, у юрисдикції якого й далі залишалася Київська митрополія.

### Відрив ПРЦ від Грецької православної церкви
Відокремлення Московської Митрополії від Київської Митрополії Константинопольського Патріархату та її фактична автокефалія були самостійно довершені 15 грудня 1448 р. шляхом поставлення Собором єпископів Великого князівства Московського єпископа Рязанського Іони «Митрополитом Київським» (фактично — Московським). Цей акт відбувся без благословення Константинопольського Патріарха та визначається як розкол Київської Митрополії. Через 10 років московський собор виразно маніфестував відрив ПРЦ від Києва. Це було виявом довгого існування двох окремих східнослов'янських церков-митрополій: Київської (українсько-білоруської) і Московської (російської). Наступник Іони Теодосій вже іменувався митрополитом «Московським (а не „Київським“) і всієї Росії».
Порвавши зв'язок з центрами східного християнства московська Церква щораз більше ставала знаряддям державної влади та не мала євхаристійного єднання з усім православним світом і 141 рік (1448—1589) перебувала в схизмі. Наприкінці 15 ст., коли Москва частково звільнилася від підлеглості Золотій Орді, створюється концепція, що Москва — це спадкоємець давнього й нового Риму — Царгороду та охоронець чистоти православ'я. Цьому сприяли також занепад Константинополя у 1453, а ще перед тим спроба поєднання Східних і Західних церков (Фльорантійська унія 1439), коли в Москві не прийняли прихильника унії, Київського митрополита Ісидора. На цьому релігійно-обрядовому ґрунті розгорівся військовий конфлікт між Московським князівством та Новгородською республікою, коли після смерті в 1470 році архієпископа Великоновгородського та Псковського новгородці звернулись до канонічного Київського митрополита, щоб той висвятив їм нового архієпископа, то великий князь московський Іван ІІІ сприйняв цей факт, як наступ на його канонічну територію і вторгся в 1471 р., в Новгородську республіку, після «Шелонської битви (14.07.1471 р.)» був підписаний «Коростинський мир», за умовами якого Іван ІІІ «прінуділ ставити архієпископа на Москві». Концепція теорія III Риму в Москві, була зформульована в писаннях псковського ченця Філофея, про те, що всі православні землі тепер зібрані під владою єдиного православного московського царя; що два попередні Рими впали, третій, Москва, стоїть, а «четвертому не бути» і негоже йому чинити насилля. Царя почали вважати за голову Церкви, що особливо виявилося, починаючи з царювання Івана Грозного.
Московська Церква 141 рік (з 1448 по 1589 рр.) не мала офіційного визнання своєї автокефалії, яке отримала наступним чином. Правитель держави Борис Годунов запропонував Константинопольському Патріархові Ієремії ІІ (Траносу) переїхати із захопленого турками Константинополя до Московії. Патріарх приїхав для переговорів, але на місці виявилося, що Годунов хоче залишити у престольному місті — Москві — власного митрополита, а Патріарху пропонує надати резиденцію у «древній столиці» — Володимирі-на-Клязьмі. Коли Ієремія на це не погодився, то Годунов почав вимагати від нього надання Московському митрополиту титулу Патріарха. Цікаво, що ієрархи Московської Митрополії навіть не брали участі у вирішенні цих питань. Зрештою, під тиском мирської влади та обставин (після піврічного утримання у Москві в неволі у 1588 році), Патріарх Ієремія погодився на умови Бориса Годунова.
У липні 1948 року в Москві урочисто відзначалося 500-річчя автокефалії Російської Православної Церкви. До ювілею була приурочена Нарада Глав і Представників помісних Православних Церков (спочатку захід задумувалося керівництвом СРСР як вселенський собор «для вирішення питання про присвоєння Московської Патріархії титулу Вселенської»), яке засудило екуменічний рух і унію як знаряддя експансії папізму. Однак на нараду не прибули предстоятелі Східних грецьких патріархатів.

### Створення патріархату ПРЦ
1589 ПРЦ стала патріархатом, але це не змінило її залежності від царської влади. Показово, що переважна більшість підписів на грамоті Константинопольських ієрархів про заснування патріархії в Московській державі є підробні. Десятий з російських патріархів, Адріян, помер 1700, після нього нового не поставлено, і понад 200 років ПРЦ не була патріархією.

### Православна російська церкваС-Петербурзького синоду (духовне відомство)
1721 році патріархат ПРЦ замінено Духовною Колегією («Святейший Правительствующий Синод»). Це завершило формальну деградацію ПРЦ, яка стала державною інституцією, що діяла під зверхністю й за «указом» царя (імператора). Контрольною інстанцією Синоду був його обер-прокурор, світський державний достойник, що його називали «царським оком». Щойно 1917 російська церква позбулася, але на дуже короткий час, підлеглості світській владі.

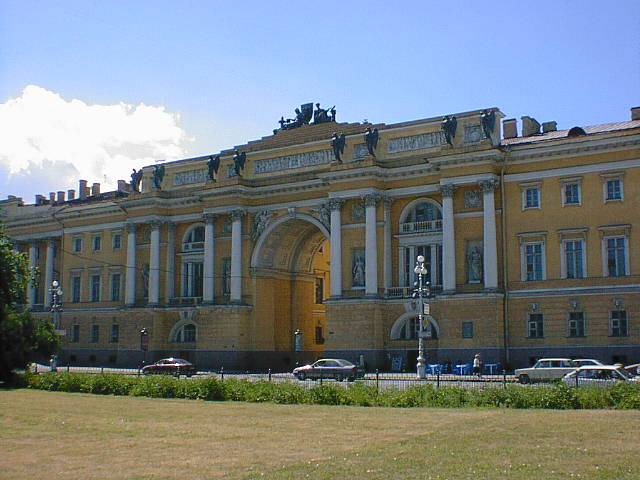
Будівля Сенату та Святійшого Правлячого Синоду в Санкт-Петербурзі

## Список обер-прокурорів Святійшого синоду, що очолювали ПРЦ
1. Болтін Іван Васильович (19. 06.[3] 1722 — 11. 05. 1725)
2. Баскаков Олексій Петрович (11. 05. 1725 — 02. 12. 1730)[4]
  - гвардії капітан Раєвський (назначений 14. 07. 1726 «прокурором»[5])[6]
  - Далі, до 1740 року, обер-прокурорів Святійшого Синода не призначали
3. Кречетніков Микита Семенович (03. 11. 1740 — 1741[7])
4. Шаховськой Яків Петрович (31. 12. 1741 — 29. 03. 1753)
5. Львов Афанасій Іванович (18 декабря 1753 — 17 апреля 1758)
6. Козловський Олексій Семьонович (17. 04. 1758 — 09. 06. 1763)
7. Мелісіно Іван Іванович (10. 06. 1763 — 24. 10. 1768)
8. Чебишов Петро Петрович (24. 10. 1768 — 07. 05. 1774)
9. Акчурін Сергій Васильович (12. 05. 1774 — 28. 06 1786)
10. Наумов Аполос Іванович (28. 06. 1786 — 26. 07 1791)
11. граф Мусін-Пушкін Олексій Іванович (1791—1797)
12. князь Хованський Василь Олексійович (1797—1799)
13. граф Хвостов Дмитро Іванович (1799—1802)
14. Яковлєв Олександр Олексійович (31. 12. 1802 — 07. 10. 1803[7])
15. князь Голіцин Олександр Миколайович (21. 10. 1803 — 24. 10.[8] або 19 листопада[7] 1817; до травня 1824 року — Міністерство духовних справ та народної освіти Російської імперії.
16. князь Мещерський Петро Сергійович (24. 11. 1817 — 02. 04. 1833)
17. дійсний тайний радник Нєчаєв Степан Дмитрович (1833 — 25. 06. 1836)
18. граф Протасов Микола Олександрович (24. 02. 1836 — 16. 01. 1855)
19. Карасєвський Олександр Іванович (25. 12. 1855 — 20. 09. 1856)
20. граф Толстой Олександр Петрович (20. 09. 1856 — 28. 02. 1862)
21. Ахматов Олексій Петрович (з березня 1862 — по червень 1865)
22. граф Толстой Дмитро Андрійович (23. 06. 1865 — 23. 04. 1880)
23. Побєдоносцев Констянтин Петрович (24. 04. 1880 — 19. 10. 1905)
24. князь Оболєнський Олександр Дмитрович (20. 10. 1905 — 04. 04. 1906)
25. князь Ширінський-Шихматов Олексій Олександрович (26 апреля — 9 июля 1906)
26. Ізвольський Петро Петрович (27 .06. 1906 — 05. 02. 1909)
27. Лук'янов Сергій Михайлович (05. 02. 1909 — 02. 05. 1911)
28. Саблєр Володимир Карлович (02. 05. 1911 — 04. 07. 1915)
29. Самарін Олександр Дмитрович (05. 07. 1915 — 26. 09. 1915)
30. Волжин Олександр Миколайович (01. 10. 1915 — 07. 08. 1916)
31. Раєв Микола Павлович (30. 08.[9] 1916 — 03. 03. 1917)
32. Львов Володимир Миколайович (03. 03 1917 — 24. 07. 1917)
33. Карташов Антон Володимирович (25. 07. — 05. 08. 1917).

### Експансія ПРЦ
У своїй експансії, ПРЦ, використовуючи політичну могутність держави, поширила свої впливи на єпархії Київської митрополії, особливо після підписання «березневих статей 1654 р.» (Переяславської угоди). Київська митрополія боронилася проти цього, воліючи залишитися в юрисдикції Константинопольського патріарха. Проте 1686 приєднання Київської митрополії до Москви стало доконаним фактом. Освічене духовенство спроваджувано з Київської митрополії до Москви, пізніше — до Петербурга, де воно працювало у церковній адміністрації, шкільництві, проповідництві тощо. Місіонери ПРЦ охрищували інородців на півн. і півд.-сх. Європейської Росії та в Сибіру. ПРЦ поширила свої впливи і на Америку, де з 1870 існує єпархія єпископа алеутського і аляскивського.
Представники вищого єпископату ПРЦ зіграли одну з головних ролей в поваленні імператорської влади в Росії.

### Відновлення патріархату ПРЦ
Патріаршество було відновлене рішенням Всеросійського Помісного Собору 28 жовтня (11 листопада) 1917 року, патріархом московським та всі Росії було обрано Тихона (Василь Іванович Беллавін; 5 (18) листопада 1917 року — 25 березня (7 квітня) 1925 року).

## Назва
У синодальну епоху використовувалося кілька назв для помісної православної церкви в Російській імперії:
- «Православна кафолична греко-російська церква» (рос. Православная кафолическая греко-российская церковь)
- «Російська Церква» (рос. Российская Церковь)
- «Руська Церква» (рос. Русьская Церковь)
- «Російська Православна Церква» (рос. Российская Православная Церковь)
- «Російська Православна кафолична Церква» (рос. Российская Православная кафолическая Церковь)
- «Греко-Російська Церква» (рос. Греко-Российская Церковь)
- «Православна Греко-російська Церква» (рос. Православная Греко-российская Церковь)
- «Російська Східно-православна Церква» (рос. Российская Восточно-православная Церковь)
- «Російська Церква грецького закону» (рос. Российская Церковь греческого закона) — в XVIII столітті.